# 시베리아 타타르인

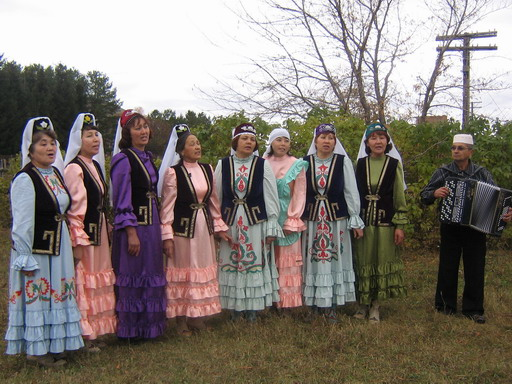
옴스크 주의 시베리아 타타르족 민속음악단

시베리아 타타르인 (Seber Tatarlar) 은 우랄 산맥에서 예니세이강까지 이르는 서시베리아의 삼림과 스텝 지역에 사는 튀르크계 민족이다. 이들은 스스로를 Yerle Qalıq("오랜 주민")이라고 부르는데, 더 나중에 이주해 온 볼가 타타르인과 스스로 구분하기 위한 표현이다. 주변의 시베리아 원주민족들에게서는 단순히 "타타르인"이라고도 불렸다. 대부분 수니파 이슬람교를 믿는다.
2010년 인구조사 기준 시베리아 지역에서 민족을 "타타르인"으로 정의한 사람은 50여만 명이 넘었고 그 중 토착 시베리아 타타르인은 약 20만 여명 이상에 달할 것으로 여겨지나, 실제로 스스로 "시베리아 타타르인"으로 정의한 사람은 6,779명에 불과했다. 시베리아 타타르어라는 고유의 언어가 있으나 공교육에 사용되지 않으며 지역에서는 러시아어나 볼가 타타르어로 된 교육만 시행된다.

## 역사
과거 시비르 칸국을 세우고 주도한 민족 집단이었으나 16세기 말 예르마크 티모페예비치의 코사크 원정대에 의해 시비르 칸국이 정복당한 이후 러시아에 복속하였다.

## 같이 보기
- 타타르인
- 시비르 칸국